# Пустинният бегач
Пустинният бегач е български телевизионен игрален филм (драма) от 2009 г. Сценарист и режисьор е Григор Лефтеров, а оператори са Диан Загорчинов и Стефан Куцаров.

## Сюжет
В малък град, на централния площад, през нощта е прегазен мъж. Журналист получава последен шанс от шефа си да прави репортаж по случая. Говори със случайни минувачи, с местния клошар, с жената, с любовницата и въпреки това случаят не е изяснен...

## Любопитно
- Филмът е дебют в игралното кино на сценарист-режисьора Григор Лефтеров.
- Лентата е заснета предимно в град Русе.
- Участва в конкурсната програма за късометражно кино на „25-ия Международен кинофестивал“ във Варшава, Полша, 2009.
- Участва в Кинофестивала „Златна роза“, 2010[1].

## Актьорски състав
| В главните роли | Изпълнител        |
| --------------- | ----------------- |
|                 | Радина Кърджилова |
|                 | Владимир Пенев    |
|                 | Емануела Шкодрева |
|                 | Кирил Кавадарков  |
|                 | Любомир Пенев     |
|                 | Живка Пенева      |
|                 | Ружа Илиева       |
|                 | Орлин Дяков       |
|                 | Мартин Гоцев      |